# Romersk triumf

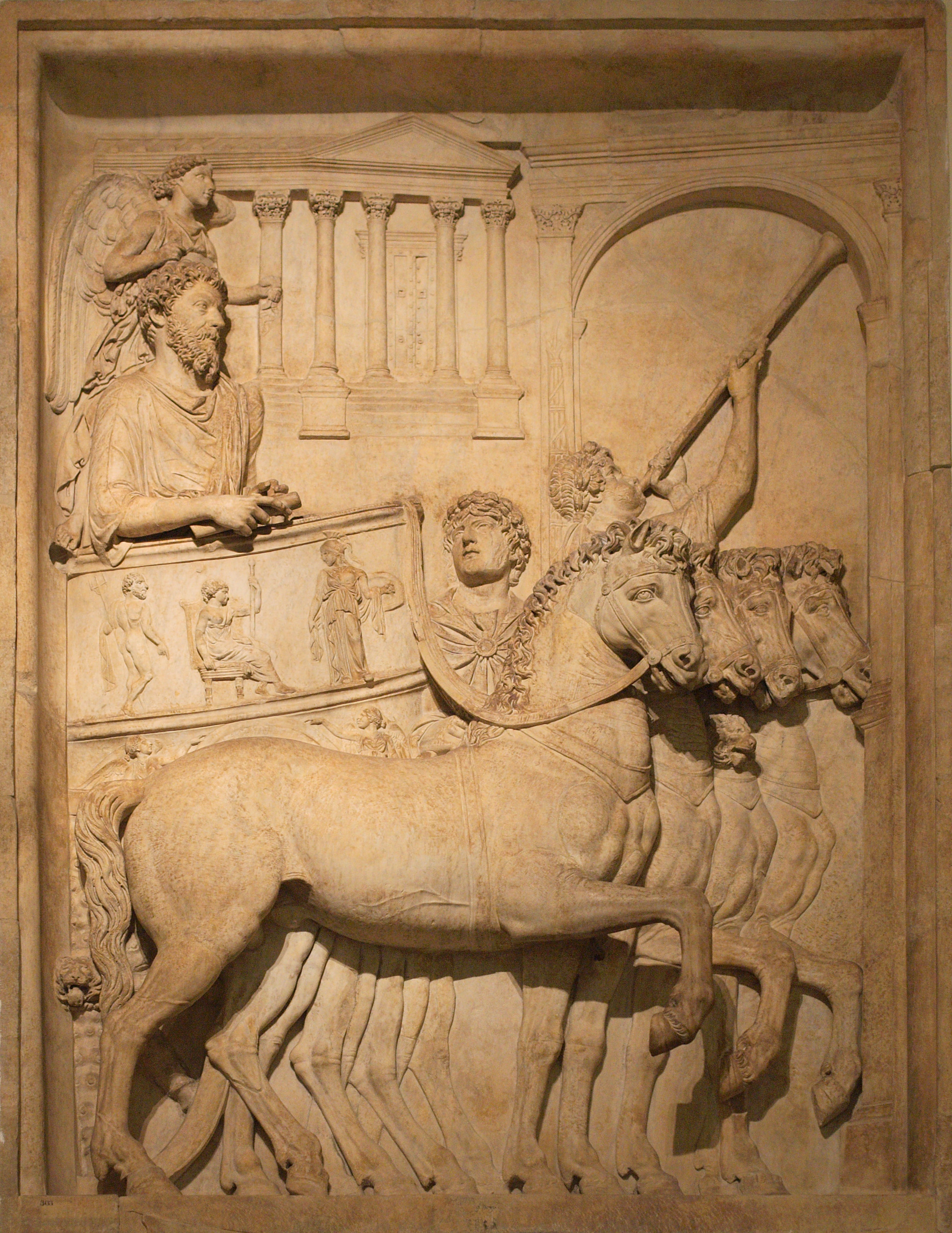
Avbildning av Marcus Aurelius triumf.

Triumf (latin triumphus; även romersk triumf eller triumftåg)  var det festliga intåg i Rom som en fältherre höll med sin segerrika krigshär; segertåg. Triumfen var både en folkfest och en religiös rit. Ordet triumf kommer från grekiskans θρίαμβος, Thriambus, vilket var en hymn till Dionysos.

## Triumfens beviljande
Triumf beviljades i regel av senaten och endast åt den fältherre som fört självständigt befäl, således bara åt en riksämbetsman, åt sådan med imperium, eller åt en med sådant tillfälligtvis beklädd person. Vilka fordringar som för övrigt ställts för beviljande av triumfen är inte med säkerhet känt; de synas ha växlat och småningom nedsatts. Innan fältherren fick hålla triumf, skulle han genom ett särskilt folkbeslut få åt sig beviljat "imperium inom staden". 

## Triumfens genomförande
Triumfens firande tillgick på följande sätt. Från den så kallade Porta Triumphalis vid Villa Publica gick tåget - enligt den vanliga, dock omtvistade uppgiften, över Circus Flaminius och Velabrum samt Circus maximus – utefter Via Sacra och Forum Romanum till Capitolium, där de förnämsta fångarna fördes till statsfängelset, ofta för att avlivas. 
Ordningen var följande. Först gick senaten och ämbetsmännen, sedan trumpetare; därefter kom vagnar, lastade med byte, samt bårar, på vilka särskilt bars mera dyrbara och uppseendeväckande bytesföremål samt, i senare tider, avbildningar av städer, floder, fästningar med mera, allt beledsagat av stänger med inskrifter, som angav bytets mängd och värde, namnen på erövrade provinser med mera; vidare offerdjur, präster; därpå förnämare fångar, såsom kungar (med sina familjer), fältherrar; efter dem triumfatorns liktorer med lagersmyckade fasces.
Sedan kom triumfatorn (triumphator) själv, stående i en fyrspänd vagn, på vilken ofta jämväl hans barn hade plats. Själv var han klädd i tunika, broderad med palmkvistar, och guldstickad purpurtoga. I handen hade han en stav av elfenben och på huvudet en lagerkrans: bakom honom stod, sägs det, en slav, som höll en gyllne lagerkrans över hans huvud och, för dagen i samma dräkt som den kapitolinske Jupiter, viskade till den uppträdande triumfatorn: Memento te mortalem esse ("kom ihåg, att du är dödlig!"). 
Efter vagnen följde de högre officerarna (legater och tribuner) till häst, därefter rytteriet och slutligen legionerna, med lagerkvistar i handen och kransar på huvudet samt sjungande triumfsånger, men även ett slags nidvisor, stundom mycket drastiska, över fältherren. 
Folket omgav tåget festklädda, till vars förhärligande även hörde en triumfbåge, byggd tvärs över någon av de gator, där det drog fram. 
I början var triumfen mera enkel och varade endast några timmar. Sedermera, då bytet blev allt rikare, ökades prakten och ståten, så att triumfen ofta upptog flera dagar. Så fördes i triumftåget vid Æmilius Paullus’ triumf över kung Perseus första dagen bildstoder och annat på 250 vagnar, andra dagen vapen och 75 kärl med silvermynt samt tredje dagen minst 120 offerdjur, bekransade och med förgyllda horn. Särskilt bekant är den ståtliga, av Vespasianus jämte hans son Titus firade triumfen över judarna, i vilken den sjuarmade ljusstaken från Jerusalems tempel och övriga heliga kärl fördes med och vars minne är bevarat i den ännu kvarstående Titusbågen.
Sedan triumftåget kommit fram till Jupiterstemplet på Capitolium, hölls ett offer, och lagerkvistarna från fasces nedlades av fältherren i Jupitersbildens sköte. Därefter hölls festmåltid, i vilken senaten och ämbetsmännen deltog. Stundom gav även folket mat. Gratifikationer till soldaterna syns redan tidigt ha förekommit och småningom blivit regelmässiga samt alltmera rikliga.

## Triumfens upphörande
Under kejsartiden kunde ingen annan än kejsaren själv, som var överbefälhavare, komma i åtnjutande av triumf (dock firade Tiberius triumf redan som tronföljare). Den sista syns ha hållits av Diocletianus (302 e.Kr.). En författare uppger, att 320 triumfer förekommit till Vespasianus tid (de från sagotiden medräknade), efter vilken omkring 30 kunde räknas. I stället för triumf plägade kejsarna bevilja förtjänta fältherrar ornamentet triumphalia, triumfatorsdräkt, troligen något modifierad, att begagna vid högtidliga tillfällen. Men från Trajanus tid fick alla konsuler bära triumfaldräkten vid sitt ämbetstillträde och i högtidliga processioner. En segrande fältherres enda belöning blev då en staty på någon offentlig plats. 

## Andra former av triumf i Romarriket
Ett särskilt slags triumf var den som fältherrar, vilka inte fått sig den högtidliga triumfen tillerkänd, plägade på eget bevåg fira på Albanska berget och i dess Jupiterstempel. Slutligen förekom stundom en så kallad mindre triumf (ovatio), en fältherres festliga intåg i Rom efter en vunnen oblodig seger. Vid ovationen färdades han inte på triumfvagn, utan uppträdde antingen gående eller till häst. 
Sjötriumf (triumphus navalis), det vill säga triumf till firande av en större sjöseger, hölls första gången efter segern vid Mylae, av konsuln Cajus Duilius, 260 f.Kr.